# Lebiasina chocoensis
Lebiasina chocoensis is een straalvinnige vissensoort uit de familie van de slankzalmen (Lebiasinidae). De wetenschappelijke naam van de soort is voor het eerst geldig gepubliceerd in 2010 door Ardila Rodríguez.